# Anders Nielsen (Badminton)
Anders Nielsen (* um 1965) ist ein ehemaliger dänischer Badmintonspieler.

## Karriere
Anders Nielsen gewann in Dänemark bei den Meisterschaften der U13, U15 und U17 fünf nationale Titel. Mit Siegen bei den Nordischen Juniorenmeisterschaften qualifizierte er sich für die Junioreneuropameisterschaft 1983, wo er Gold im Mixed und Silber mit dem Team gewinnen konnte. Bei den Sjællandsmesterskaber gewann er 1984 und 1985 den Titel im Mixed. 1984 wurde er in der gleichen Disziplin Zweiter bei den Polish International.

## Sportliche Erfolge
| Saison    | Disziplin | Name                             | Platz | Veranstaltung                   |
| --------- | --------- | -------------------------------- | ----- | ------------------------------- |
| 1977/1978 | MD        | Anders Nielsen / Henrik Lunde    | 1     | Dänische Meisterschaft U13      |
| 1977/1978 | XD        | Anders Nielsen / Jeanette Jensen | 1     | Dänische Meisterschaft U13      |
| 1979/1980 | MD        | Anders Nielsen / Jeanette Jensen | 1     | Dänische Meisterschaft U15      |
| 1981/1982 | XD        | Anders Nielsen / Jeanette Jensen | 1     | Dänische Meisterschaft U17      |
| 1981/1982 | MD        | Anders Nielsen / Henrik Lunde    | 1     | Dänische Meisterschaft U17      |
| 1983      | MD        | Henrik Lunde / Anders Nielsen    | 1     | Nordische Juniorenmeisterschaft |
| 1983      | XD        | Anders Nielsen / Brigitte Hindse | 1     | Nordische Juniorenmeisterschaft |
| 1983      | XD        | Anders Nielsen / Gitte Paulsen   | 1     | Junioreneuropameisterschaft     |
| 1983/1984 | XD        | Anders Nielsen / Gitte Paulsen   | 1     | Dänische Meisterschaft U19      |
| 1984      | XD        | Anders Nielsen / Gitte Paulsen   | 1     | Nordische Juniorenmeisterschaft |
| 1984      | MD        | Henrik Lunde / Anders Nielsen    | 1     | Sjællandsmesterskaber           |
| 1984      | XD        | Anders Nielsen / Gitte Paulsen   | 2     | Polish International            |
| 1984      | MD        | Jan Paulsen / Anders Nielsen     | 1     | Nordische Juniorenmeisterschaft |
| 1985      | XD        | Anders Nielsen / Dorte Kjær      | 1     | Sjællandsmesterskaber           |